# Unterbergen, Kappel am Krappfeld
Unterbergen je naselje v Občini Kappel am Krappfeld v Okraju Šentvid ob Glini na Koroškem v Avstriji.